# 上海科技教育出版社

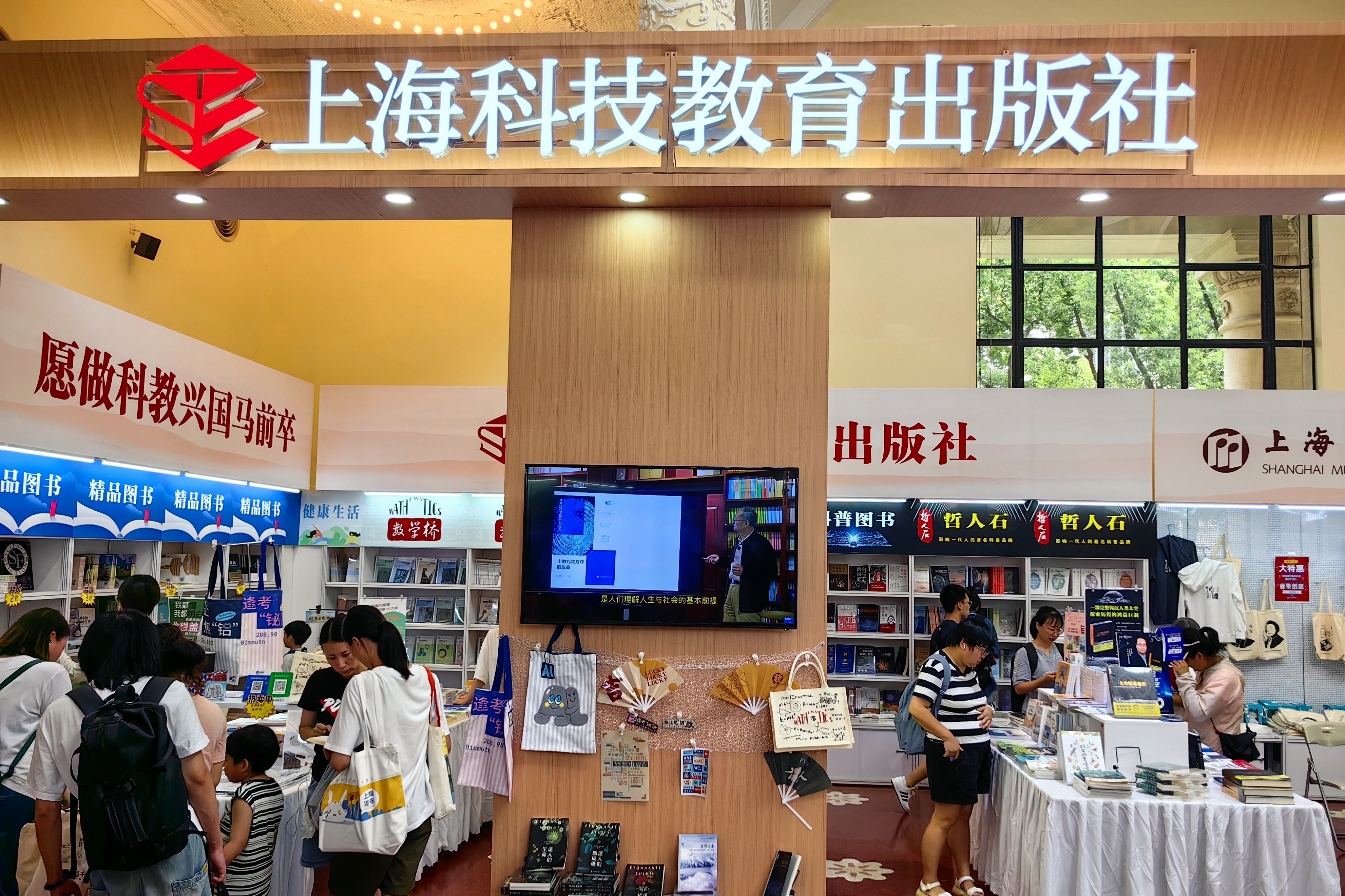
上海科技教育出版社在2024年上海书展上的展位

上海科技教育出版社是中華人民共和國上海市的一家出版社，成立於1986年9月，前身是1973年7月成立的《中學科技》雜誌編輯部。上海科技教育出版社曾出版《自然常識》等課本和期刊以及科技教育和職業教育圖書。2003年8月，并入上海世纪出版集团。2005年11月成為上海世纪出版股份有限公司科技教育出版社，2017年6月更名为上海科技教育出版社有限公司。

## 出版的丛书
- 普林斯顿科学文库
- 哲人石丛书
- 数学桥丛书

## 外部連結
- 官方网站